# Supremo Tribunal da União Soviética
O Supremo Tribunal da União Soviética, oficialmente Supremo Tribunal da URSS ou Suprema Corte da União Soviética ( em russo:  Верховный Суд СССР )  foi o mais alto tribunal da União Soviética durante a sua existência. Foi estabelecido em 23 de novembro de 1923 e foi dissolvido em 2 de janeiro de 1992.  O Supremo Tribunal da URSS incluía um Colégio Militar e outros elementos que não eram típicos dos tribunais de mais alta instância de outras nações.  agora.  O seu papel, poder e função evoluíram ao longo da história da URSS.  O primeiro presidente da Suprema Corte foi Nikolai Krylenko.

## História

### Criação da Suprema Corte da União Soviética
O Artigo 12 do Tratado sobre a Criação da União das Repúblicas Socialistas Soviéticas articulou as funções do Supremo Tribunal da União Soviética "com as funções de controle judicial supremo" sob o Comitê Executivo Central da União Soviética.   Portanto, a questão da necessidade de criar um Supremo Tribunal surgiu após a criação da União Soviética.  Em 23 de novembro de 1923, o Presidium do Comitê Executivo Central da URSS adotou o primeiro Regulamento do Supremo Tribunal da URSS, que determinava o estatuto, a competência e o procedimento para a atividade do Supremo Tribunal.  A Constituição da União Soviética de 1924 codificou constitucionalmente a existência do Supremo Tribunal da União Soviética.  

### Era Lenin
Quando o sistema jurídico soviético foi estabelecido, pretendia-se servir o proletariado através do Partido Comunista. Para garantir que este seria o caso, o Partido Comunista lotou os tribunais com os seus próprios membros. Surgiram complicações devido à falta de experiência jurídica e, portanto, geraram um grande número de recursos. O Supremo Tribunal da URSS desempenhou pouco papel nos assuntos jurídicos, uma vez que a Constituição da União Soviética de 1924 significava que os recursos dos tribunais da República Soviética não podiam ser apelados para o Supremo Tribunal da URSS, apenas para os Supremos Tribunais da República. Consequentemente, o Supremo Tribunal da URSS limitou-se a casos de tribunais militares. Os tribunais da República podiam emitir directivas políticas, ao passo que o Supremo Tribunal da URSS só o podia fazer em relação à lei soviética.  O papel principal da Suprema Corte da URSS era a revisão constitucional. O Supremo Tribunal da URSS avaliou a lei da República para garantir a consistência com a lei soviética, a pedido do Comité Executivo Central da União Soviética. Era principalmente consultivo, pois era função do Comitê Executivo Central agir de acordo com a interpretação do tribunal. 

### Era Stalin
Em 1929, encerrou-se a atividade constitucional do Supremo Tribunal. Os programas de coletivização de Stalin levaram à simplificação do sistema jurídico e das normas jurídicas; esperava-se que os tribunais servissem a objetivos políticos. A atenção do Supremo Tribunal da URSS voltou-se para a monitorização dos tribunais inferiores. Em 1934, o Supremo Tribunal da URSS ganhou autoridade legal para emitir instruções, obter relatórios e realizar pesquisas nos tribunais inferiores.  Durante os expurgos de Stalin, as acusações foram apresentadas em vários tribunais, incluindo tribunais provinciais, tribunais da República e o Supremo Tribunal da URSS. Eventualmente, em 1938, quase todos os membros da Suprema Corte da URSS foram expurgados; a maioria foi enviada para campos de trabalhos forçados. Stalin instalou novos juízes na Suprema Corte da URSS, aos quais foi dado significativamente mais poder sob a Constituição da União Soviética de 1936 . O Supremo Tribunal da URSS foi autorizado a examinar casos de tribunais provinciais, contornando assim os Supremos Tribunais da República. 

### Era Pós-Stalin
Durante a Desestalinização, a legislação penal soviética da Era Stalin foi revisada, incluindo a eliminação de penas severas para infrações trabalhistas, aborto e pequenos furtos. Em 1957, Khrushchev, com uma agenda de descentralização da autoridade governamental, eliminou a jurisdição de apelação que a Suprema Corte da URSS tinha sobre outros tribunais. Em vez de o Supremo Tribunal poder rever as decisões dos casos de qualquer tribunal, este foi reduzido ao seu papel mais básico delineado na Constituição de 1936, de supervisionar se as decisões tomadas pelos Supremos Tribunais da República conflitavam com a lei soviética.  O trabalho reduzido da Suprema Corte da URSS exigiu que seu tamanho fosse reduzido. Assim, no mesmo ano de 1957, o Supremo Tribunal foi reconstituído com 12 juízes, que incluíam o presidente do tribunal e os seus dois suplentes; a Suprema Corte poderia ser ampliada, reconstituída e reduzida em tamanho pelo voto do Soviete Supremo da União Soviética . Os potenciais nomeados tiveram de passar pelo escrutínio do Presidente do Supremo Tribunal e do Ministro da Justiça. Mais tarde, em 1962, o Tribunal instituiu um Conselho Consultivo Científico, que introduziu juristas no processo de formulação de directivas judiciais como consultores.  

### Era Gorbachev
As políticas de reforma de Gorbachev permitiram à imprensa e aos juristas expor os abusos na administração soviética da justiça. Isso também daria início a um movimento pela reforma judicial. O Supremo Tribunal da URSS contribuiu para a legitimação das reformas de Gorbachev, não apenas puramente na justiça, pois desempenhou um papel na reintrodução das artes que Estaline outrora reprimiu. Além disso, os líderes políticos que foram inicialmente expurgados ou condenados pela União Soviética foram revividos pelas investigações do Supremo Tribunal. Mais notavelmente, concluiu que a decisão de Bukharin já não era lei. De 1985 a 1987, o Supremo Tribunal da URSS reabilitou 240 pessoas da Era Stálin Foi proposto que as funções constitucionais do Supremo Tribunal da URSS fossem devolvidas, principalmente em relação às instruções e diretrizes dos órgãos burocráticos. Isto não era novidade, pois estava anteriormente em discussão para a Constituição da União Soviética de 1977. 

### Dissolução da Suprema Corte da União Soviética
Após a dissolução da União Soviética, o Presidium do Soviete Supremo da RSFSR criou uma resolução em 28 de dezembro de 1991, que deveria abolir a Suprema Corte da União Soviética até 2 de janeiro de 1992. Isso fazia parte da política de abolir os restantes órgãos da União Soviética. A instituição sucessora do Supremo Tribunal da União Soviética tornou-se o Supremo Tribunal da RSFSR. Comissões de liquidação foram estabelecidas como parte deste processo para facilitar a abolição do Supremo Tribunal. O ato final demitiu funcionários do Supremo Tribunal Federal. 

## Lista dos presidentes do Tribunal
Ao longo da existência da União Soviética, o cargo de presidente do Supremo Tribunal foi ocupado por diferentes juízes em diferentes períodos.  Aqui estão alguns dos presidentes do Supremo Tribunal da União Soviética, juntamente com os períodos em que ocuparam o cargo:
1. Vasily Ulrikh (1889–1950): Presidente do Supremo Tribunal: 1937–1944.
2. Alexander Koni (1888–1974): Presidente do Supremo Tribunal: 1944–1947.
3. Ivan Yegorov (1891–1939): Presidente do Supremo Tribunal: 1947–1948.
4. Nikolai Vitt (1893–1966): Presidente do Supremo Tribunal: 1948–1955.
5. Alexander Tikhonov (1901–1979): Presidente do Supremo Tribunal: 1955–1960.
6. Ivan Baidin (1905–1981): Presidente do Supremo Tribunal: 1960–1976.
7. Andrei Gorkin (1923–1997): Presidente do Supremo Tribunal: 1976–1985.
8. Mikhail Vinogradov (1923–2018): Presidente do Supremo Tribunal: 1985–1986.
9. Vitaly Kobysh (1932–2019): Presidente do Supremo Tribunal: 1986–1987. [12]

## Lista de procuradores-gerais
O Procurador-Geral da União Soviética, assim como o Procurador-Geral em muitos sistemas legais, era o chefe do sistema judicial e do Ministério Público. Sua função principal era supervisionar a aplicação da lei e representar os interesses do Estado em questões legais. O Procurador-Geral tinha autoridade para supervisionar o trabalho dos tribunais, garantindo que as decisões estivessem em conformidade com a legislação e os princípios legais estabelecidos pelo Estado. 
Era responsável por supervisionar os órgãos de aplicação da lei, como a polícia, para garantir a aplicação correta e justa da legislação. O Procurador-Geral representava o Estado em casos judiciais importantes e em questões legais significativas, defendendo os interesses do governo soviético. Tinha o poder de iniciar processos legais em nome do Estado e de propor alterações legislativas para melhorar o sistema legal.  Participava ativamente na luta contra a corrupção e outros crimes, assegurando que os funcionários públicos agissem de acordo com as leis estabelecidas. Protegia os interesses gerais do Estado, assegurando que todas as atividades estivessem alinhadas com os objetivos políticos e ideológicos do governo soviético.Tinha autoridade sobre os procuradores subordinados em todo o país, garantindo que eles seguissem as diretrizes e políticas estabelecidas. É importante observar que, devido à natureza do sistema político e legal na União Soviética, o papel do Procurador-Geral estava sujeito às orientações do Partido Comunista e podia ser influenciado por considerações políticas. 
Aqui está uma breve descrição de cada uma das pessoas mencionadas que ocuparam o cargo de Procurador-Geral da União Soviética: 
1. Nikolai Krylenko (1885–1938): Mandato: 28 de novembro de 1923 a 2 de fevereiro de 1924 (66 dias).  Krylenko foi um político soviético que teve papéis significativos durante a Revolução Russa e a Guerra Civil Russa. Ele também foi Comissário do Povo para Justiça da RSFSR.
2. Alexander Vinokurov (1869–1944): Mandato: 11 de janeiro de 1924 a 17 de agosto de 1938 (14 anos, 218 dias). Vinokurov foi um político soviético e também desempenhou funções em várias áreas do governo soviético.
3. Ivan Golyakov (1888–1961): Mandato: 17 de agosto de 1938 a 25 de agosto de 1948 (10 anos, 8 dias). Golyakov foi um oficial do exército soviético e político, desempenhando papéis importantes durante a Segunda Guerra Mundial.
4. Anatoly Volin (1903–2007):  Mandato: 25 de agosto de 1948 a 12 de fevereiro de 1957 (8 anos, 171 dias). Volin foi um político e jurista soviético que serviu em várias posições no sistema jurídico soviético.
5. Alexander Gorkin (1897–1988):  Mandato: 12 de fevereiro de 1957 a 20 de setembro de 1972 (15 anos, 221 dias).  Gorkin foi um advogado e político soviético que ocupou cargos importantes no sistema judicial e no governo.
6. Lev Smirnov (1911–1986):  Mandato: 20 de setembro de 1972 a 12 de abril de 1984 (11 anos, 205 dias). Smirnov foi um jurista soviético que ocupou posições de destaque no sistema judiciário.
7. Vladimir Terebilov (1916–2004):  Mandato: 23 de abril de 1984 a 12 de abril de 1989 (4 anos, 354 dias).  Terebilov foi um político e jurista soviético que serviu como Procurador-Geral durante o final da era soviética.
8. Evgeniy Smolentsev (1923–2017): Mandato: 7 de junho de 1989 a 2 de janeiro de 1992 (2 anos, 209 dias).Smolentsev foi o último Procurador-Geral da União Soviética antes de sua dissolução em 1991. Após a dissolução, continuou a desempenhar um papel semelhante na Rússia.
9. Valentin Stepankov (1922–2010): Mandato: 15 de janeiro de 1992 a 11 de outubro de 1993 (1 ano, 269 dias). Stepankov assumiu o cargo durante a transição pós-dissolução da União Soviética, quando a Rússia estava estabelecendo suas próprias instituições jurídicas. 